# Слепнёв, Маврикий Трофимович
Маври́кий Трофи́мович Слепнёв (15 (27) июня 1896, д. Ямсковицы, Ямбургский уезд, Санкт-Петербургская губерния, Российская империя — 19 декабря 1965, Москва, СССР) — советский лётчик, участник операции по спасению экспедиции парохода «Челюскин» в 1934 году, один из семёрки первых Героев Советского Союза (20.04.1934). Участник Великой Отечественной войны. Полковник.

## Биография
Родился 15 (27) июня 1896 года в деревне Ямсковицы Ямбургского уезда Санкт-Петербургской губернии (ныне Кингисеппского района Ленинградской области) в семье крестьянина. Русский. В 10 лет заявил родителям, что хочет стать военным.
Первоначальное образование — неполное среднее. Участник Первой мировой войны: был мобилизован в октябре 1914 года, направлен в школу прапорщиков. Проявил стойкость в боях, произведён в подпоручики Высочайшим повелением 31 октября 1916 года.
Окончил Гатчинскую лётную школу в 1917 году. В РККА с 1918 года. В Гражданскую войну был военным инженером 25-й Чапаевской стрелковой дивизии. В 1923 году окончил Высшую школу военных лётчиков.
С 1925 года — лётчик Всесоюзного объединения гражданского воздушного флота (ГВФ). Уехал в Среднюю Азию в качестве лётчика «Добролета» на пассажирских линиях Бухара — Хива, Бухара — Душанбе. За четыре с половиной года налетал в Средней Азии 425 тысяч километров. В 1930 году Управлением гражданской авиации переведён для работы на линию Иркутск — Якутск. В середине 1930-х — лётчик Управления полярной авиации Главсевморпути. В феврале 1934 года вместе с Г. А. Ушаковым и С. А. Леваневским был направлен в США с целью закупки самолётов Consolidated Fleetster для спасения челюскинцев. За один рейс вывез со льдины 5 человек, позже эвакуировал больного О. Ю. Шмидта на лечение в США. 
В 1937 году в течение трёх месяцев занимал должность командира Эскадры дирижаблей Гражданского воздушного флота. В 1936 окончил Военно-воздушную инженерную академию. С 1939 года — начальник Академии ГВФ.
В годы Великой Отечественной войны, в 1941—1942, был заместителем командира авиационной бригады ВВС Черноморского флота. Затем работал в Главном управлении ВВС ВМФ, в Главном штабе ВМФ.
Член ВКП(б)/КПСС с 1934 года. Член ЦИК СССР в 1935—1938 годах.
Умер 19 декабря 1965 года. Похоронен в Москве на Новодевичьем кладбище.

## Семья

Могила М. Т. Слепнёва на Новодевичьем кладбище Москвы

- Первая жена (с 1919 г.): Евгения Александровна Русина, погибла в 1942 году в Ленинграде от голода, похоронена на Пискарёвском кладбище в Санкт-Петербурге.
  - Дочь от первого брака — Зоя Маврикиевна Слепнёва (19.04.1920 — 28.11.2003), похоронена на Кунцевском кладбище в Москве. 
    - Внуки (дети Зои): Ирина Александровна Климова (Яковлева) (род. 11.08.1947), Виктор Александрович Яковлев (23.06.1958 — 2011), похоронен на Кунцевском кладбище в Москве.
- Вторая жена: Людмила Владимировна Мержанова (17.8.1918 — 17.4.2008): заслуженная артистка РСФСР, солистка балета Большого театра, похоронена на Новодевичьем кладбище рядом с мужем. 
  - Дочь от второго брака: Светлана Маврикиевна Слепнёва (род. 7.11.1941), бывшая артистка Театра мимики и жеста. 
    - Внуки (дети Светланы): Валерия Викторовна Ковалевская (Слепнёва) (род. 31.10.1964), Маврикий Геннадьевич Слепнёв (15.08.1969 — 01.09.2016), первый московский тату-мастер, бывший шоумен группы «Мистер Твистер».

## Награды
- За борьбу с басмачеством в Средней Азии в середине 1920-х годов был награжден знаком Таджикской АССР.
- В конце 1920-х годов награждён знаком отличия — «Добролёт 100 000 км» (налёта).
- За мужество и отвагу, проявленные при спасении челюскинцев, Слепнёву Маврикию Трофимовичу 20 апреля 1934 года присвоено звание Героя Советского Союза с вручением ордена Ленина (4 ноября 1939 года ему была вручёна медаль «Золотая Звезда» № 5).
- Награждён ещё одним орденом Ленина, орденом Красного Знамени, пятью медалями.

## Память
- В честь М. Т. Слепнёва была выпущена почтовая марка СССР (1935) и почтовый конверт России (2004).
- Именем лётчика названы улицы:
  - в России: в Москве, Кингисеппе, Гатчине, Ростове-на-Дону, Ярославле, Севастополе, Королёве, Иркутске.
  - на Украине: в Донецке, Каменец-Подольском, Кривом Роге, Одессе.
  - Самолёт «Ил-76ТД» МЧС России[7].
- На улице Слепнёва в микрорайоне «Аэродром» города Гатчины установлена мемориальная доска.

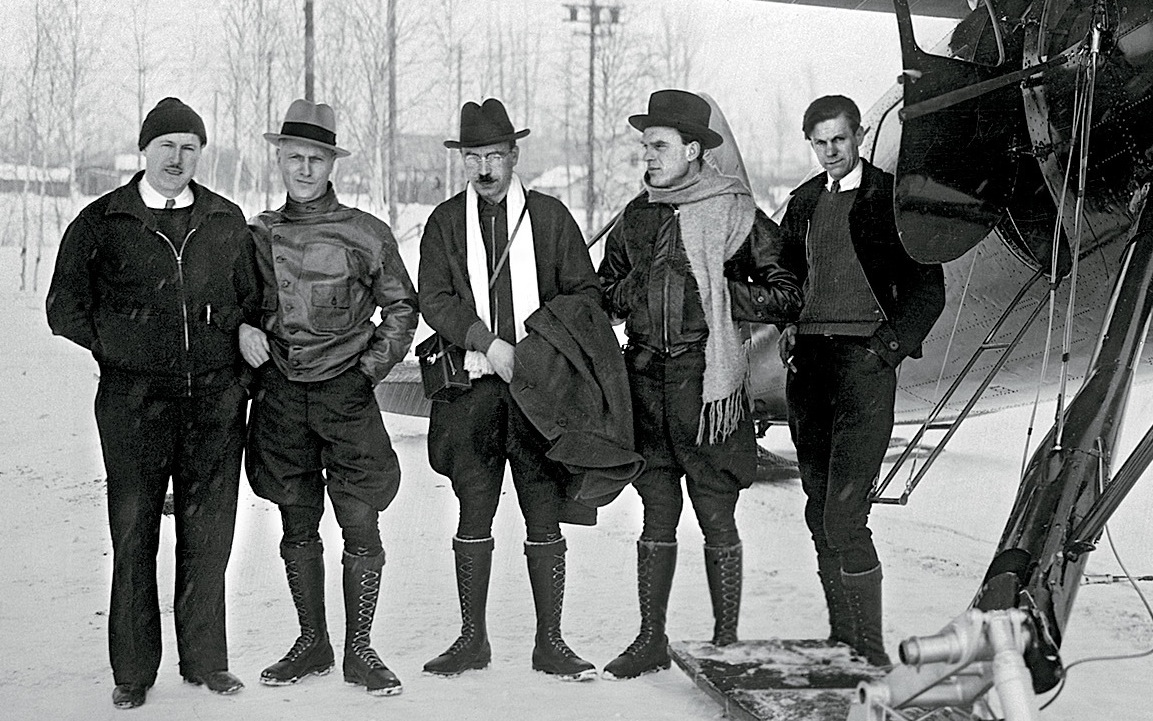
М. Т. Слепнёв (второй слева, под руку с американским пилотом), уполномоченный Правительственной комиссии по спасению челюскинцев Г. А. Ушаков (в центре), лётчик С. А. Леваневский (второй справа) и радист аэродрома Фэрбенкс во время экспедиции по спасению челюскинцев (1934).
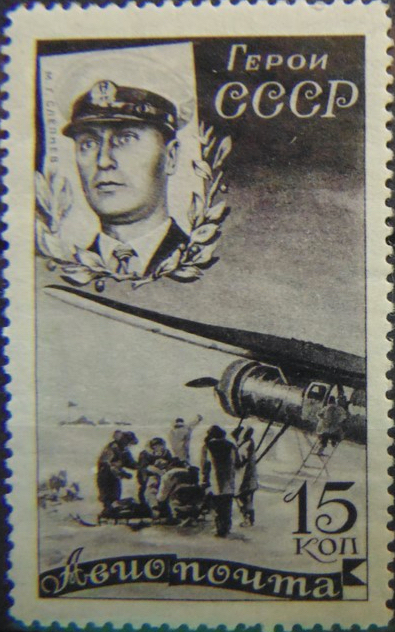
Почтовая марка СССР с портретом М. Т. Слепнёва (1935).
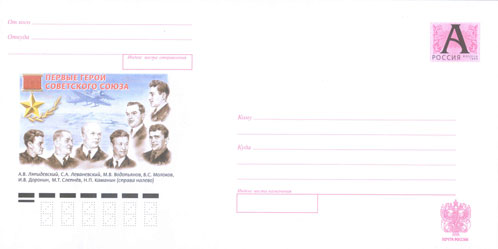
Почтовый конверт России (2004): Первые Герои Советского Союза: А. В. Ляпидевский, С. А. Леваневский, М. В. Водопьянов, В. С. Молоков, И. В. Доронин, М. Т. Слепнёв, Н. П. Каманин
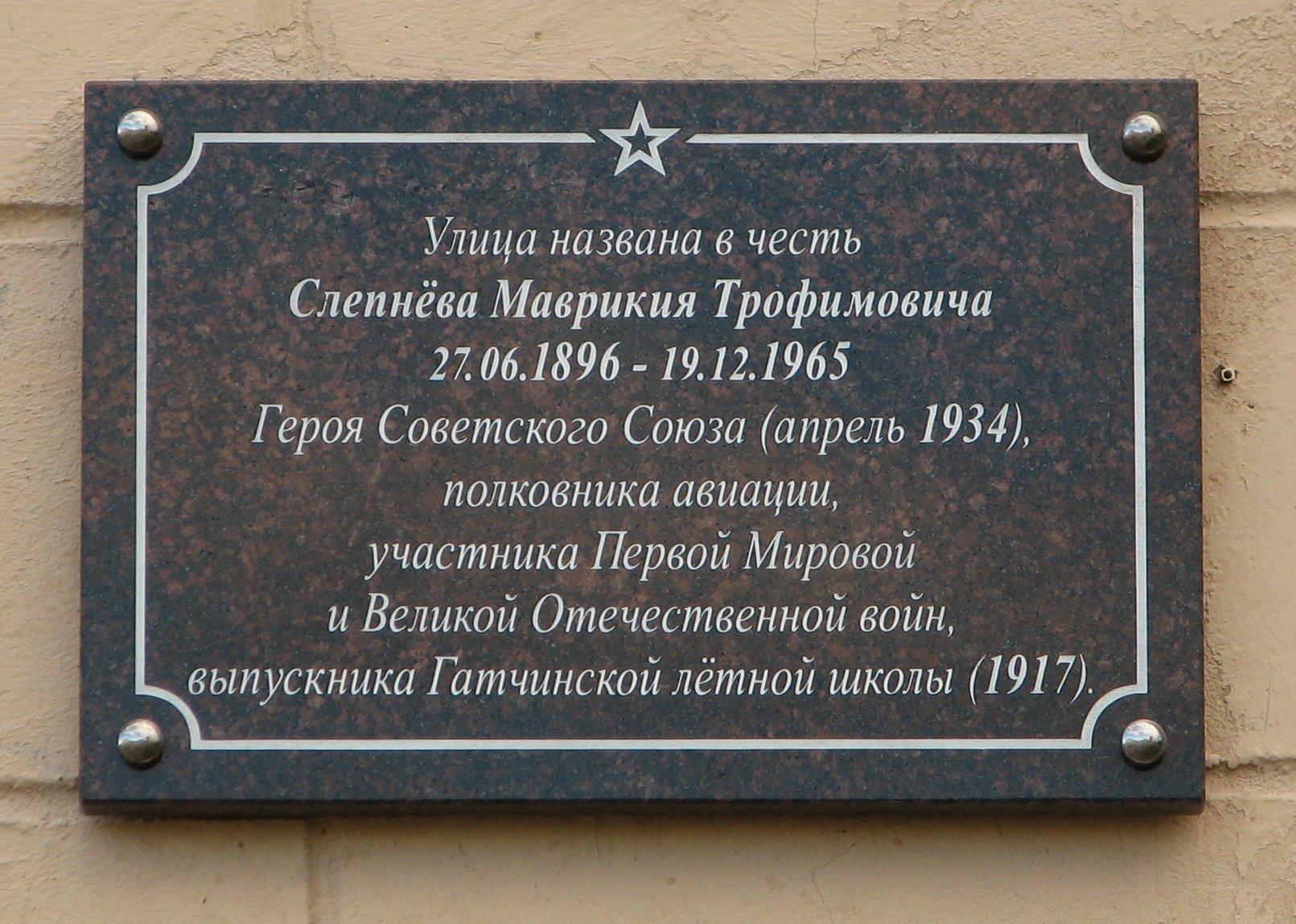
Мемориальная доска на улице Слепнёва в Гатчине.